# Beady Belle
Beady Belle est un groupe de nu jazz norvégien fondé par Beate S. Lech en 1999. Leur musique est un mélange de jazz, acid jazz, soul, pop, trip hop, drum and bass ou encore easy listening et combine des rythmes électroniques uptempo et downtempo, des harmonies vocales, du piano et des cordes. Leur album de 2008, Belvedere, comprend notamment la participation du crooner jazz Jamie Cullum et de la chanteuse folk-soul India.Arie.

## Membres
- Beate S. Lech : chant, composition
- Marius Reksjø : basse, programmation
- Erik Holm : batterie

## Discographie
- Home, février 2001
- Cewbeagappic, avril 2003
- Closer, avril 2005
- Belvedere, janvier 2008
- At Welding Bridge, septembre 2010
- Cricklewood Broadway, 18 janvier 2013
- On my Own, septembre 2016
- Dedication, 2018
- Nothing but the truth, 2022